# Mukinbudin Shire
Koordinaten: 30° 55′ S, 118° 12′ O

Das Shire of Mukinbudin ist ein lokales Verwaltungsgebiet (LGA) im australischen Bundesstaat Western Australia. Das Gebiet ist 3437 km² groß und hat etwa 500 Einwohner.
Mukinbudin liegt im westaustralischen "Weizengürtel" im Südosten des Staats etwa 250 Kilometer nördlich der Hauptstadt Perth. Der Sitz des Shire Councils befindet sich in der Ortschaft Mukinbudin, wo etwa 275 Einwohner leben (2016).

## Verwaltung
Der Mukinbudin Council hat neun Mitglieder. Die Councillor werden von den Bewohnern der vier Wards (fünf aus dem Town, zwei aus dem Bonnie Rock und je einer aus dem Wilgoyne und dem Wattoning Ward) gewählt. Aus dem Kreis der Councillor rekrutiert sich auch der Ratsvorsitzende und Shire President.